# 朱敬仁
朱敬仁（1915年—1992年），男，浙江吴兴人，中国导弹与航天惯性技术专家，曾任第七机械工业部、航天工业部第一研究院惯性器件研究所副所长。